# Zoraida sylvicola
Zoraida sylvicola är en insektsart som beskrevs av Frederick Arthur Godfrey Muir 1913. Zoraida sylvicola ingår i släktet Zoraida och familjen Derbidae. Inga underarter finns listade i Catalogue of Life.